# Лесковица (Најдаш)
Лесковица (рум. Lescoviţa) је насеље у општини Најдаш, која припада округу Караш-Северин у Румунији. Насеље је значајно по присутној српској националној мањини у Румунији.

## Положај насеља
Село Лесковица се налази на реци Нери, близу њеног ушћа у Дунав, у румунском делу Баната (код месних Срба овај његов део познат је и као Пољадија). Наспрам села налази се крајње источно подручје белоцркванске општине у Србији.

## Историја
Место се први пут помиње у документима 1371. године. Аустријски царски ревизор Ерлер је 1774. године констатовао да милитарско насеље Лесковица припада Илидијском округу, Новопаланачког дистрикта. Становништво је у то време претежно влашко. Лесковица је милитарско насеље у 13-ом Српско-банатском пуку. По државном шематизму православног клира у Угарској из 1846. године, место назива се "Leskovicz", а ту живи 827 православаца. Православно парохијско звање је основано и црквене матичне књиге се воде од 1778. године. Храм је посвећен Св. пророку Илији, а свештенство 1846. године чине парох Никола Стојчевић и капелан Јован Поповић.
Средином 19. века бележила је повећање броја православаца. Тако је 1847. године имала 827 становника, а 1867. године ту је било 946 душа.
Године 1905. Лесковица је мала општина у Најдашком срезу. Било је у њој тада 1.195 становника у 235 домова - и то је чисто српско место. Од јавних здања имала је српску православну цркву и комуналну школу. Најближа пошта била је у Најдашу, а брзојав у Белој Цркви.

## Становништво
По последњем попису из 2002. године село Лесковица имало је 356 становника. Последњих деценија број становника опада.
Село је од давнина било вишенародно. Месни Срби су некад били претежно становништво, али је после Другог светског рата велики део њих прешао у Србију, па су сада већина Румуни. Национални састав на појединим пописима био је следећи:
| Година пописа | 1910. год.  | 1966. год.  | 2002. год.  |
| Укупно ст.    | 1.115       | 615         | 356         |
| Срби          | 719 (64,5%) | 22 (3,6%)   | 34 (9,6%)   |
| Румуни        | 390 (35,0%) | 593 (96,4%) | 322 (90,4%) |
| остали        | 6 (1,8%)    | - (0,0%)    | - (0,0%)    |

## Религија
Светоилијски православни храм се почео наводно градити 1717. године, и била је то дашчара. Између 1757—1789. године изгледа није било храма, већ се служба одвија у школском здању, па некој кући. После рата са Турцима 1788—1791. богомоља је завршена, и уследило је освећење 1793. године. За ту цркву се 1797. године каже да је "добра". Иконостас је осликао између 1842-1850. године иконописац Михајло Поповић из Оравице. Истовремено је зидне слике и молерај извео 1842. године Никола Станковић из Беле Цркве. Године 1865. у Лесковици је парохија пете класе, са 850 парохијана.
У Лесковици је 1905. године била организована црквена општина, скупштина редовна, под председништвом Петра Стојчевића. Црква је тада у добром стању, порта ограђена зидом и гвозденом оградом, постојало је српско православно гробље. У звонику су висила три звона. Православна парохија је била пете платежне класе, имала парохијски дом и парохијску сесију од 34 кј. земље. Парох је био у то време поп Александар Ђорђевић родом из Вршца, као администратор, од 1892-1905. године у месту.

## Образовање
Школа се помиње 1787. године и у њој се врше тада и богослужења. У месној народној школи 1846. године било је 65 ђака којима је предавао учитељ Алекса Поповић. Лесковачки учитељ Сава Медаковић је 1862. године био претплатник школског листа, дајући чланарину 1 ф. 50 новчића. Лесковачка школа је 1905. године комунална са "општинским карактером" и има једно школско здање. Учитељ је Лаврентије Михајловић који има 132 ђака у редовној настави и 101 дете у пофторној школи.

## Познате личности
- Раденко Станковић, српски лекар, професор, министар и краљевски намесник малолетног Петра II Карађорђевића